# František Wald

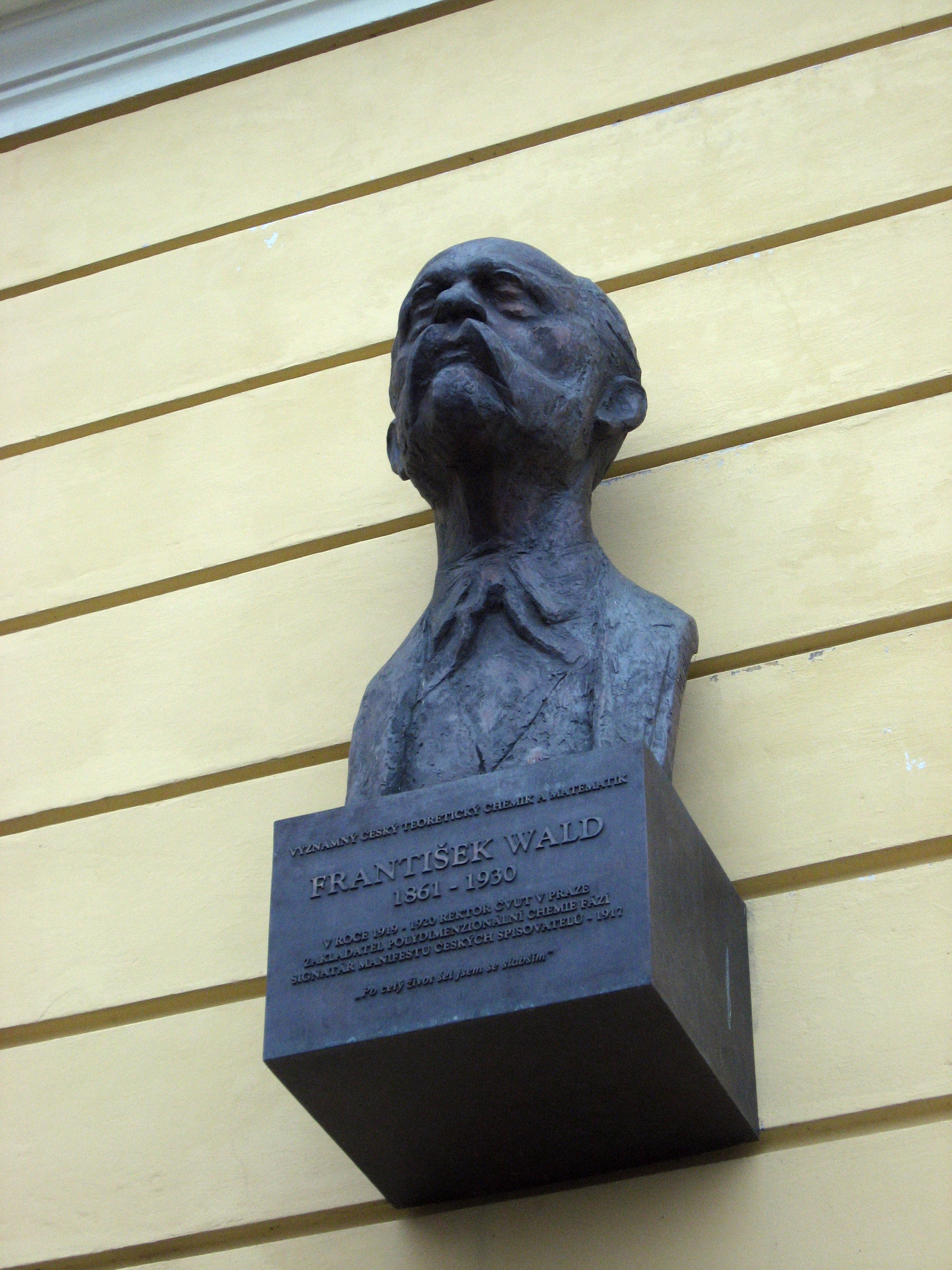
František (Franz) Wald

František (Franz) Wald (* 9. Januar 1861 in Brandýsek, Böhmen; † 19. Oktober 1930 in Moravská Ostrava) war ein tschechischer Chemiker.

## Leben
Sein Vater stammte aus Chemnitz und seine Mutter aus Neudeck im Nordwesten Böhmens. 1866 zog die Familie infolge des Preußischen Kriegs nach Kladno. Er studierte technische Chemie an der deutschen Technischen Universität in Prag, machte 1881 sein erstes Staatsexamen und verließ die Universität im folgenden Jahr ohne Abschluss, der seinerzeit in der Industrie nicht erforderlich war. 
1882 begann er in Kladno im Eisenwerk der Prager Eisenindustrie-Gesellschaft / Pražská železářská společnost. Im folgenden Jahr heiratete er Josefa Radkovská, mit der er fünf Kinder hatte. 1886 wurde er Chefchemiker. Er war Anti-Atomist und in seiner Freizeit schrieb er über Thermodynamik und veröffentlichte 1889 Die Energie und ihre Entwertung. 1908, kurz nachdem seine Frau gestorben war, folgte er dem Ruf der Tschechischen Technischen Universität Prag. Schon zu Beginn seiner Universitäts-Karriere war er ein wissenschaftlicher Einzelgänger. 1909/10 und 1915/16 war er Dekan des Chemischen Instituts und 1919/20 Rektor der Universität. 1928 erkrankte er und ging in den Ruhestand.

## Veröffentlichungen (Auswahl)
- Essays 1891–1929. Philosophy of Chemistry. Wald Press, Prag 2009, ISBN 978-80-903931-6-5.
- Chemistry and its Laws. In: Journal of Physical Chemistry. Jg. 1, 1896/97, ISSN 0092-7325, S. 21–33, Digitalisat.
- Chemie Fasi. Univerzita Karlova v Praze, Prague 1918 (1929 erste Vorbereitung der Übersetzung ins Deutsch von František jr. und E. Klima).
- Foundations of a Theory of Chemical Operations. In: Collection des travaux chimiques de Tchecoslovaquie. Jg. 3, 1931, ISSN 0366-547X, S. 32–48.